# Вихрівка
Ви́хрівка — село в Україні, у Дунаєвецькій міській територіальній громаді Кам'янець-Подільського району Хмельницької області.

## Назва
За переказами, засновницею села була Ганна Вихрівська, через це село названо Вихрівкою.

## Географія
Розташоване в середній течії річки Студениця. Зі сходу межує з селом Підлісний Мукарів, із заходу з селом Ганнівка, з півдня з селом Гірчична, з півночі з селом Пільний Мукарів.

### Топоніми
В селі є кілька топонімів: «Обо́зиска», «Берези», «Буйків»(ліс), «Феде́ва»(долина), «Поло́ги», «Трубіцького яр».
Назви «Обозиска» та «Та́бори» пов'язані з подіями визвольної війни 1648—1658 років. «Трубіцького яр» — невелике урочище на краю села. Свою назву яр носить в честь відомого в свій час, і досить заможного коваля Йосипа Трубіцького (1872—1955), що жив в Вихрівці. Цим яром стікала вода з його поля. В 1927 році добровільно-примусово він вступив в колгосп і відповідно свою власність втратив. Мав першу в селі кам'яну (штуковану) хату, кузню, за що був двічі «розкуркулений».

## Історія
Село засноване у другій половині 18 століття. Входило до Мукарівського староства. В 1820 році нараховувало 116 кріпаків. На околиці села, на старому цвинтарі є кам'яна плита з викарбуваними літерами: «Анна Вихровська 1830…». Далі напис стерто. Старожили стверджують, що там спочиває колишня засновниця села пані Ганна Вихрівська. Тому й село названо Вихрівкою.
7 (20) листопада 1917 року, відповідно до Третього Універсалу Української Центральної Ради, село Вихрівка увійшло до складу Української Народної Республіки.
Внаслідок поразки визвольних змагань на початку XX століття, село надовго окуповане російсько-більшовицькими загарбниками.
Радянська окупація принесла колективізацію та розкуркулення, мешканці села зазнали репресій. До прикладу, життєва історія коваля Йосипа Трубіцького, що жив в Вихрівці, 1927 році добровільно-примусово він вступив в колгосп та втратив власність, був двічі «розкуркулений».
В 1932–1933 селяни села пережили жахливі події — Голодомор.
Після завершення Другої світової війни у 1946—1947 роках село вчергове пережило голод.
Музей історії села Вихрівка створений в 1986 році.
З 24 серпня 1991 року село в складі незалежної України.
13 серпня 2015 року шляхом об'єднання сільських рад, село увійшло до складу Дунаєвецької міської громади.
17 липня 2020 року, в результаті адміністративно-територіальної реформи та ліквідації Дунаєвецького району, село увійшло до складу Кам'янець-Подільського району.
Колишній орган місцевого самоуправління — Вихрівська сільська рада.

## Населення
Населення — 468 особа.

### Мова
У селі поширені західноподільська говірка та південноподільська говірка, що відносяться до подільського говору, який належить до південно-західного наріччя.
| Мова            | Кількість | Відсоток |
| --------------- | --------- | -------- |
| українська      | 504       | 98.82 %  |
| російська       | 4         | 0.78 %   |
| вірменська      | 1         | 0.20 %   |
| інші/не вказали | 1         | 0.20 %   |
| Усього          | 510       | 100 %    |

## Інфраструктура
На території села діють Вихрівський навчально-виробничий комбінат, будинок культури, фельдшерсько-акушерський пункт.
В 90-х роках XX століття стараннями Босакевича Станіслава Адамовича і громади села був побудований храм, що на цей час належить до УПЦ МП.
На території села господарює ТОВ «Козацька долина 2006».

### Меморіальні комплекси
В селі Вихрівка встановлено меморіальний комплекс жертвам репресій та голодомору.
Також, неподалік села встановлено пам'ятний хрест козакам-запорожцям в місцевості «Козацька долина».

## Постаті
- Мазур Марія Миколаївна (* 1935) — українська доярка радянських часів, Герой Соціалістичної Праці.

## Галерея

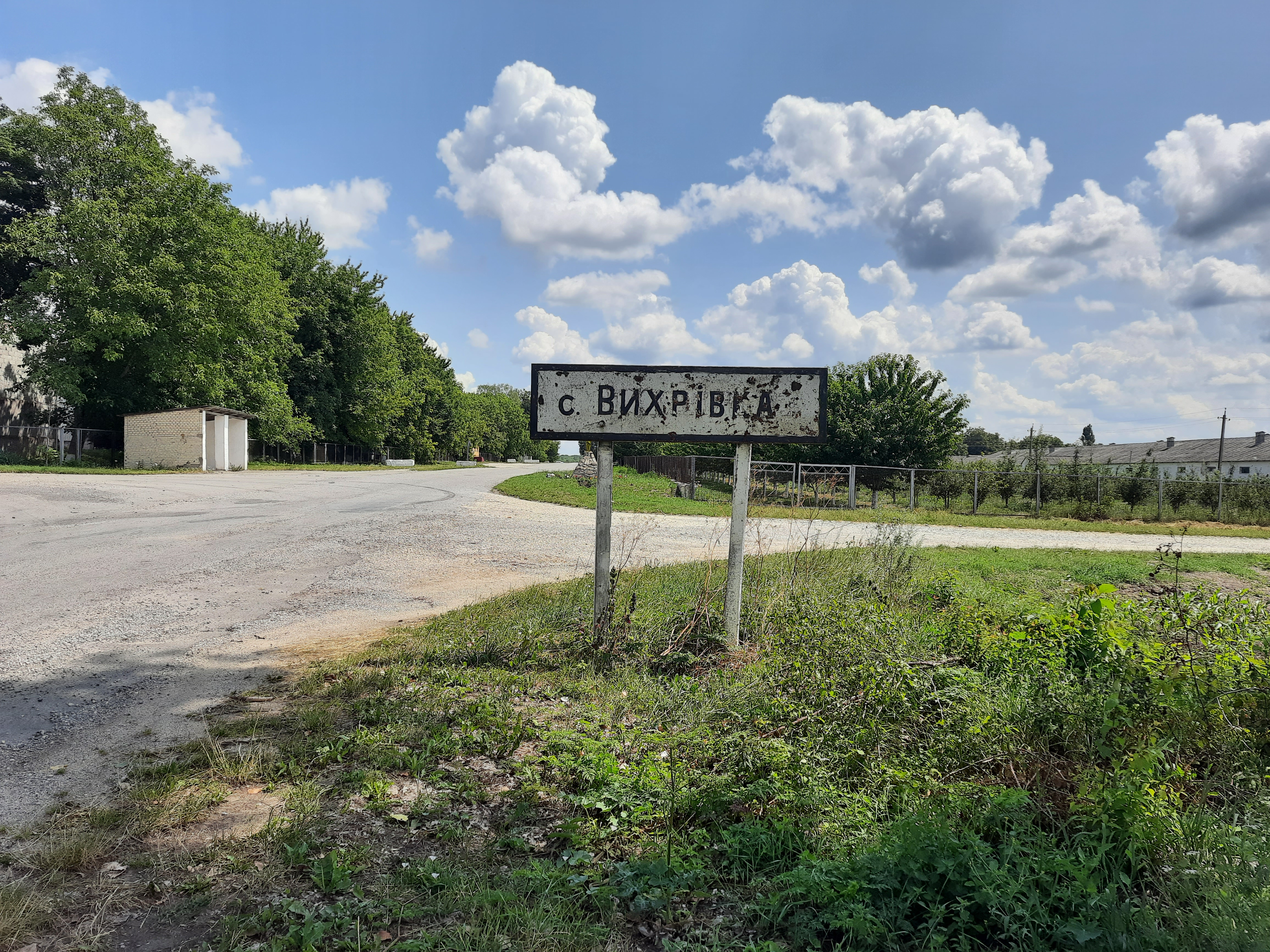
Дорожній знак при в'їзді в село
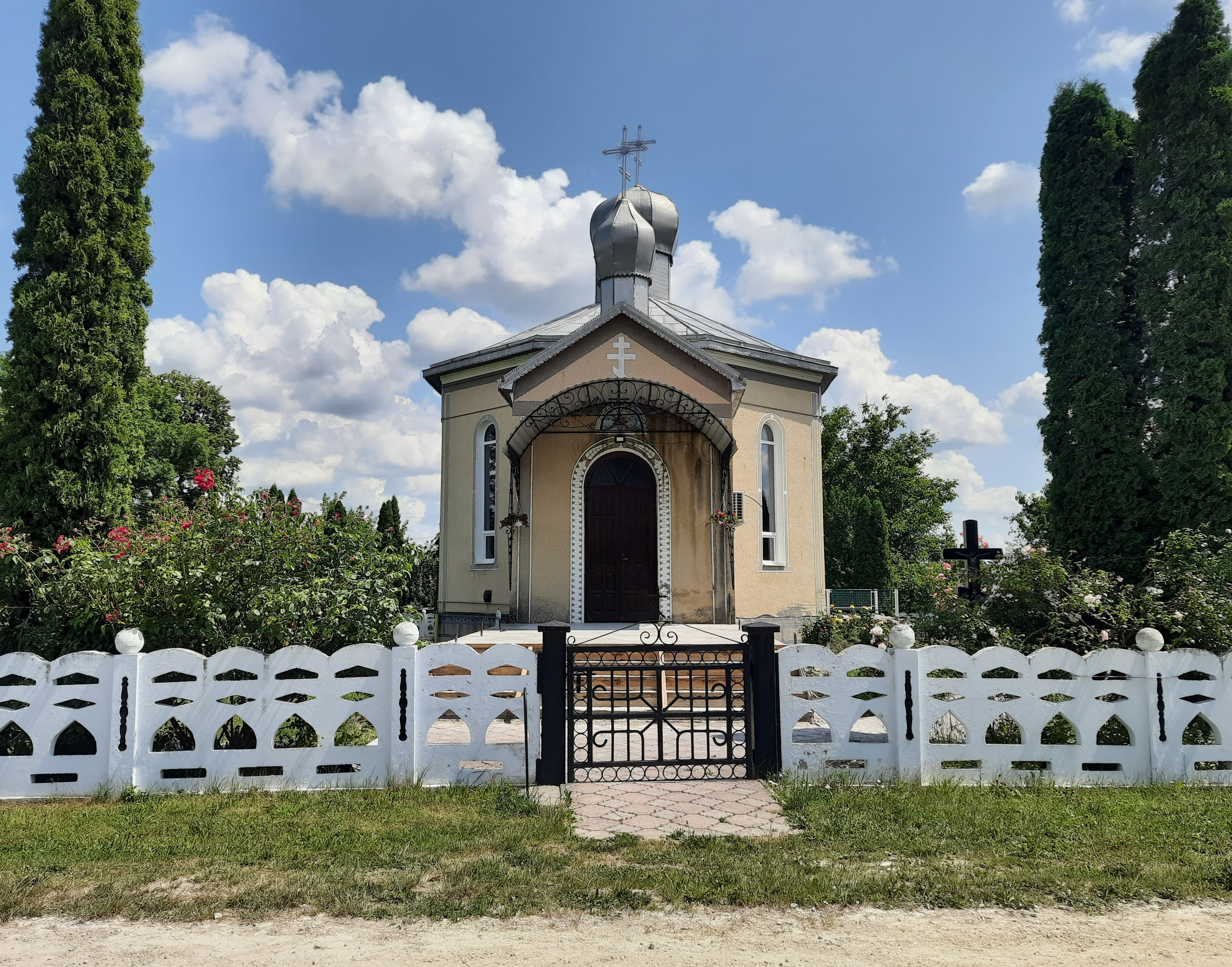
Сільська церква
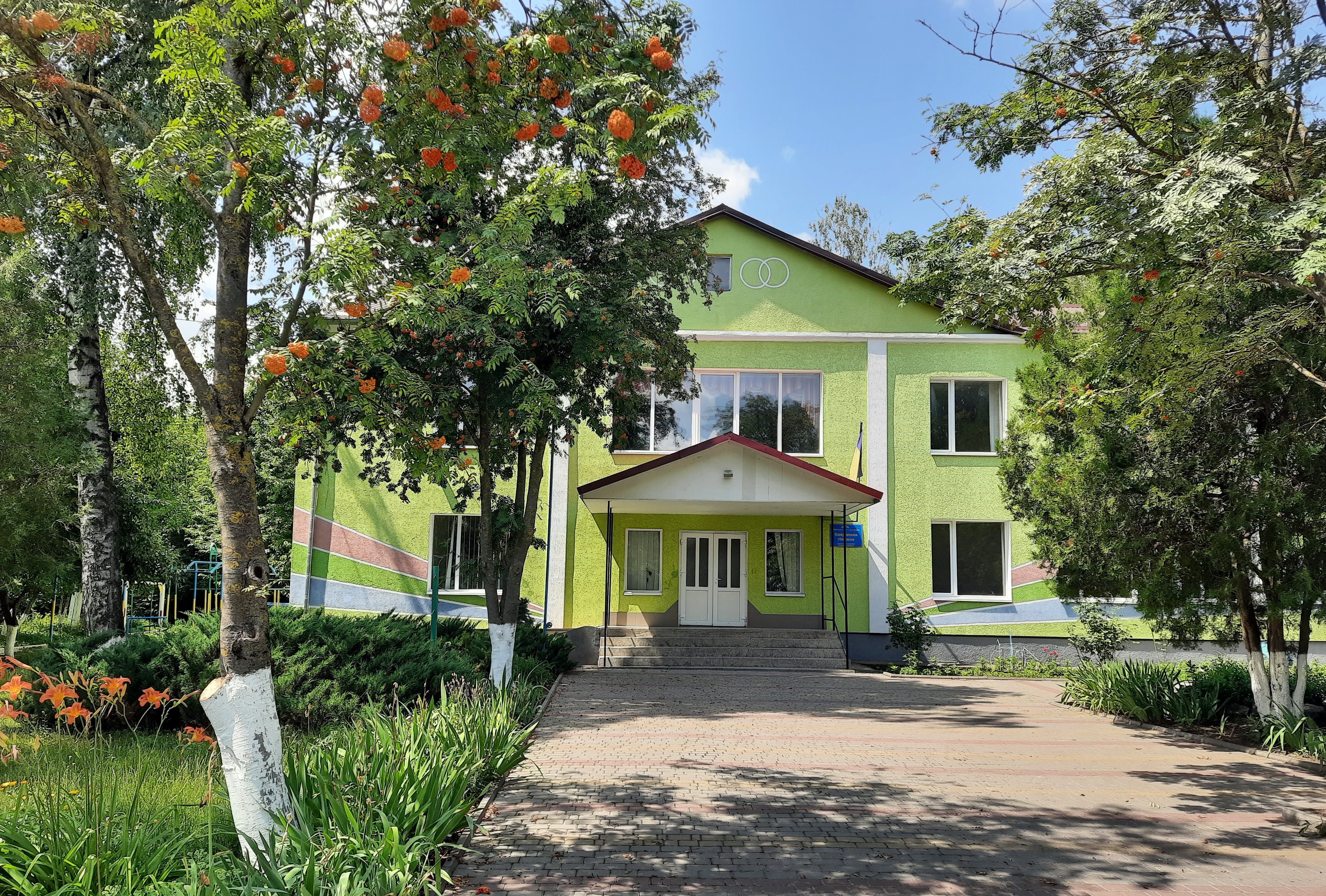
Школа
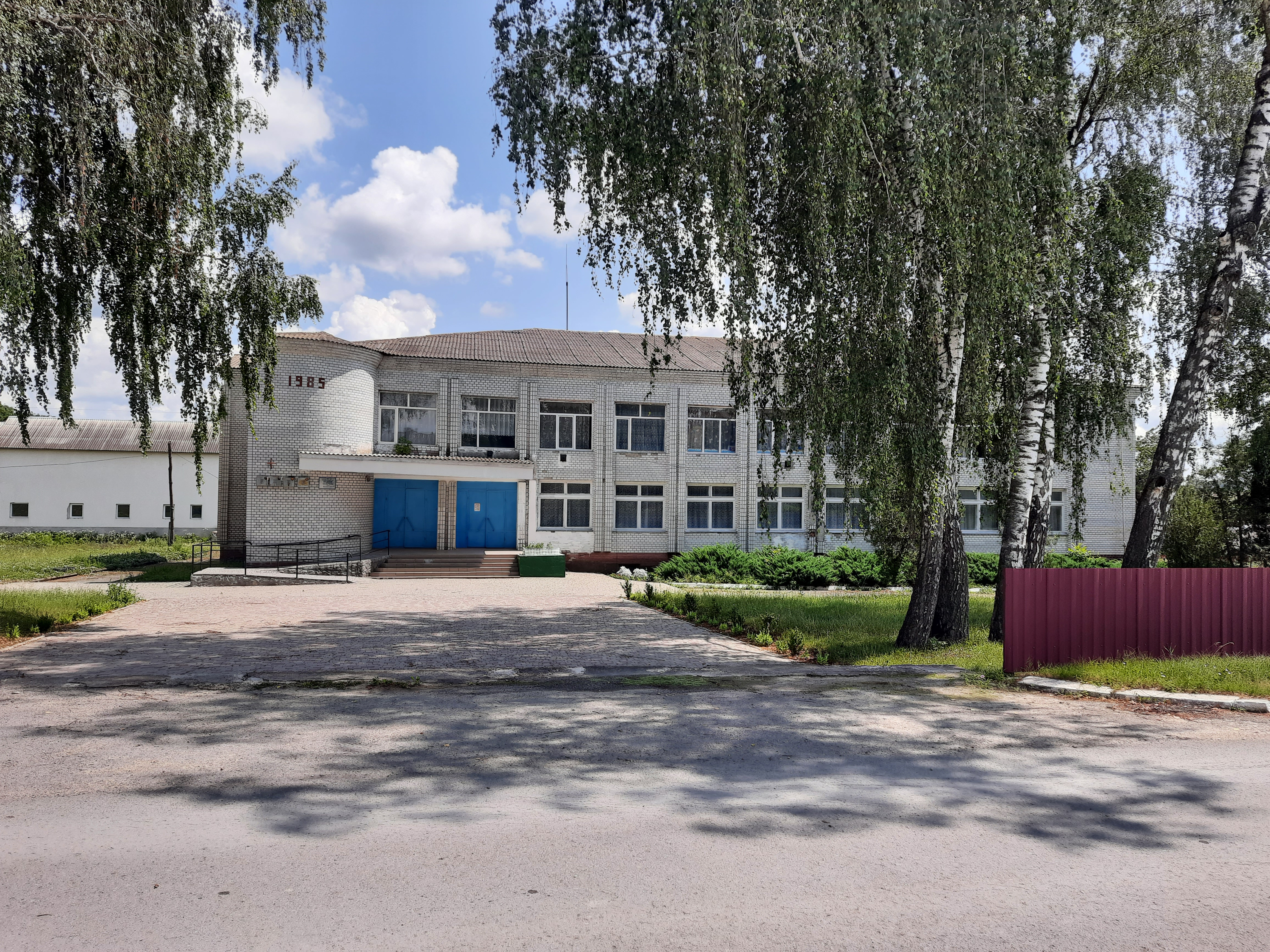
Будинок культури
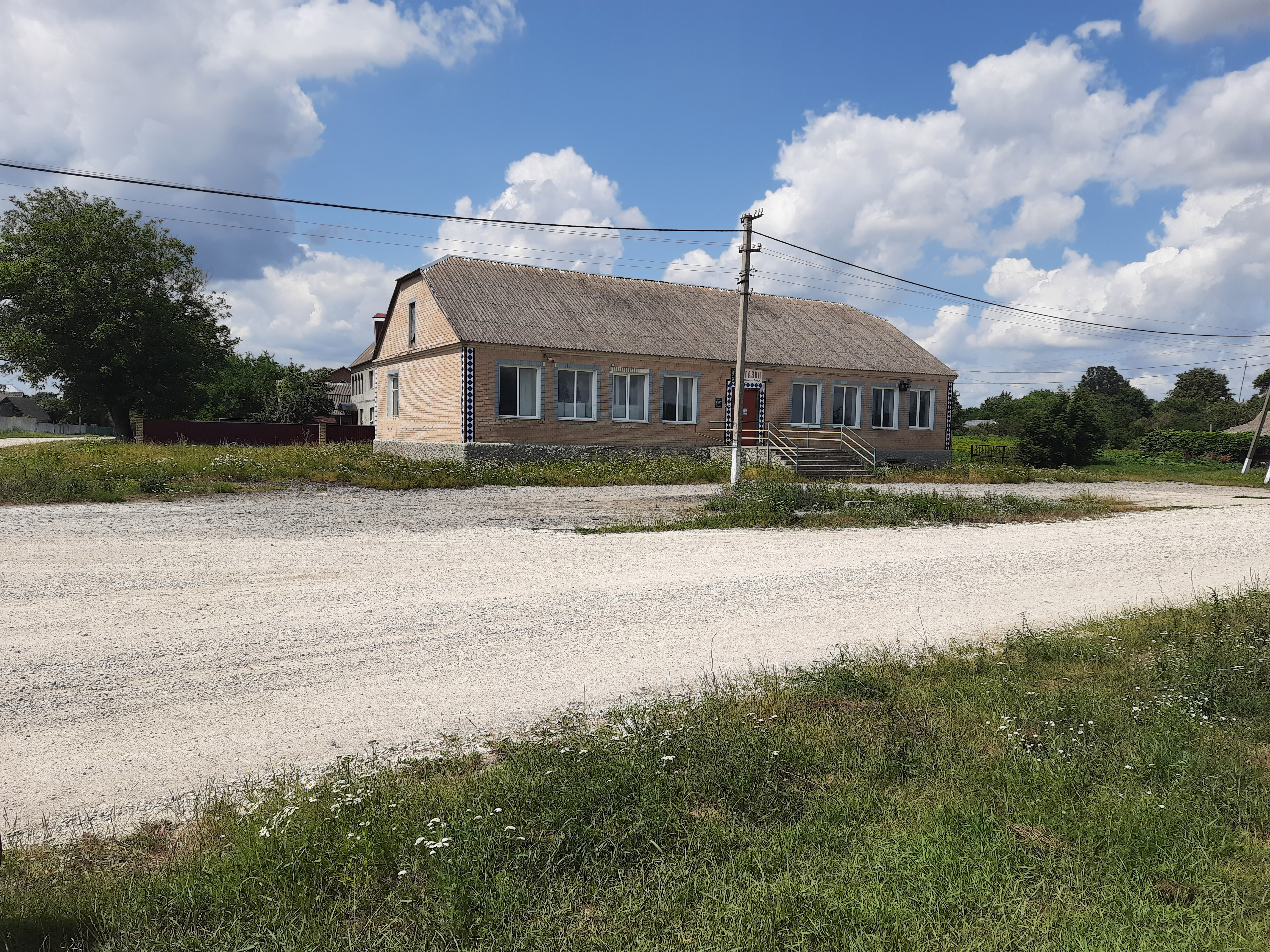
Крамниця
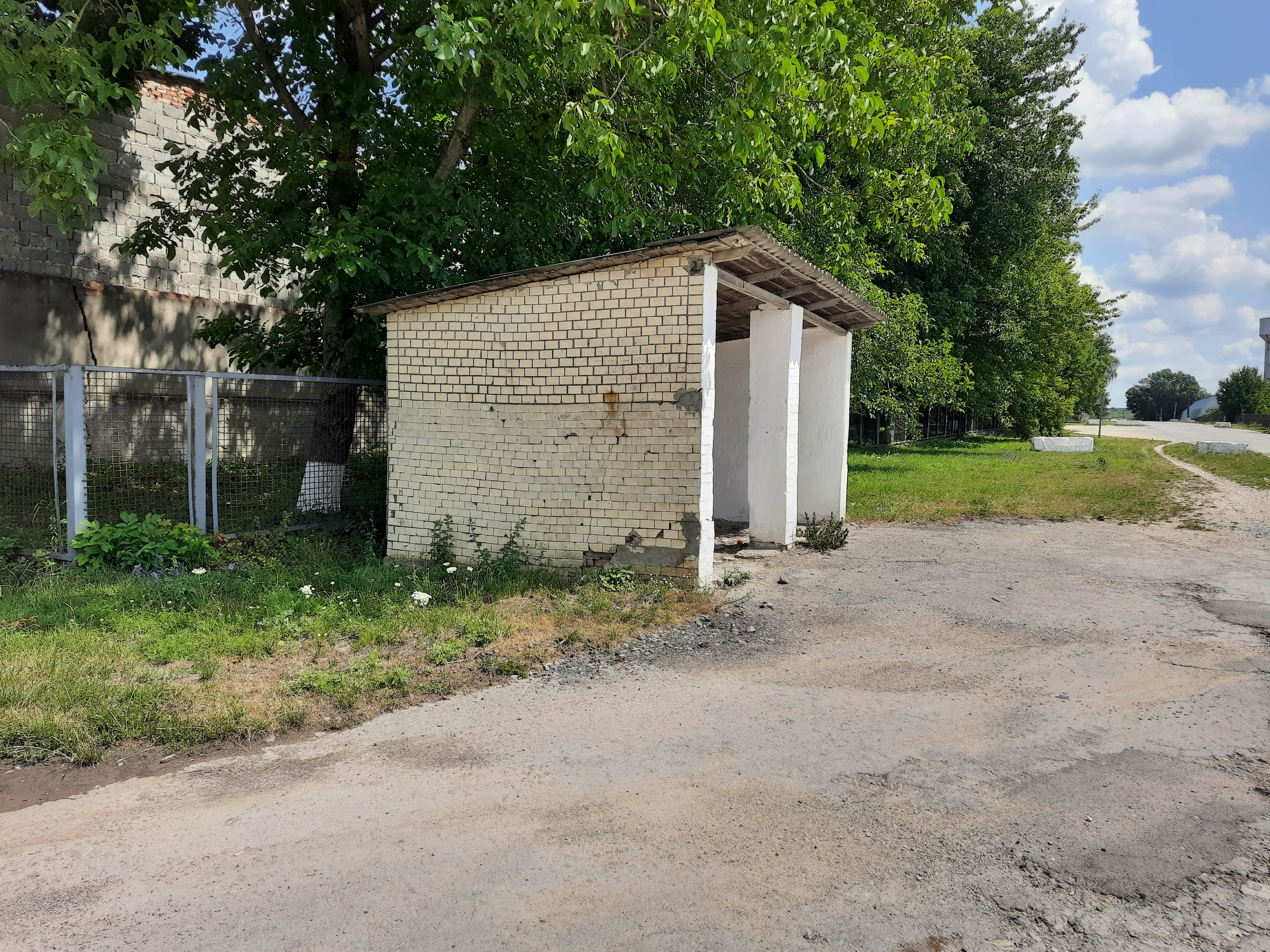
Автобусна зупинка біля села